# حواديت الشانزليزيه (مسلسل)
حواديت الشانزليزيه، مسلسل تلفزيوني مصري من إنتاج عام 2019.

## قصة المسلسل
في إطار درامي متوازي تدور أحداث المسلسل خلال حقبة الخمسينات، من خلال عدة قصص متشابكة وفرعية، حيث جريمة قتل تقع داخل تياترو، وتبدأ الشرطة في البحث عن القاتل.
والمسلسل ليس سياسيا عن هذه الفترة، ولا هدفه أن يحكى قصة دارت في هذا الزمان، ولكن هذه الحقبة هي بطل المسلسل في الوقت نفسه.تعتمد قصة مسلسل “حواديت الشانزليزيه” بطولة النجم إياد نصار، على بطل و5 نساء، وهم مي سليم وإنجي المقدم وداليا مصطفى وإدوارد، وآخرون، ويتم التعاقد معهم الفترة الحالية قبل انطلاق التصوير، الذي ينتمي لنوعية مسلسلات الـ45 حلقة من إخراج مرقس عادل وهو مخرج شاب قدم من قبل فيلمي بث مباشر والرجل الأخطر، وتأليف أيمن سليم ونهى سعيد.

## الممثلون
- إياد نصار: رياض [5]
- داليا مصطفى: قسمت هانم [6]
- إنجي المقدم: عايدة
- مي سليم: فتنة
- أماني كامل: ريتا
- سارة عادل: نادية
- إدوارد: محمود سليم
- فريدة سيف النصر: طاطا
- عايدة رياض: فردوس
- ليلى عز العرب: ماري
- عفاف رشاد: فهيمة الطحاوي
- مريم أمين: نادية
- منير مكرم: الخواجة جورج
- ميرا دياب: توحة
- محمد عبدالحافظ: أحمد أفندي
- جينا سليم: روز
- مارتينا عادل: سعاد
- شادى جميل: دكتور أمجد
- فادي خفاجة: محمد
- أحمد النبوي: حمدي
- عبد السلام الدهشان: والد نادية
- همس رامي نبيل: طفلة
- آدم رامي نبيل: طفل
- سلمى أيمن: طفلة
- روينة عادل: طفلة
- مازن عبدالصادق: طفل
- محمود البزاوي: توحيد بيه
- ماريا إدوارد: مطربة سرايا كمال باشا
- تامر إسماعيل: يسري بيك